# Parti pour l'organisation d'une Bretagne libre
Le Parti pour l'organisation d'une Bretagne libre (dont l'acronyme POBL signifie « peuple » en breton) est un ancien mouvement nationaliste breton.

## Histoire
Le POBL-Démocratie bretonne est créé les 20 et 21 novembre 1982 à Saint-Brieuc. Parmi les fondateurs se trouve entre autres Yann Fouéré, qui occupa la place de président d'honneur,. Parmi les militants du POBL à ses débuts (qui a compté jusqu'à 300 adhérents), il y a Padrig Montauzier et Lionel Chenevière, les deux anciens membres du FLB responsables de l'attentat du château de Versailles en 1978 qui avaient renoncé à toute action violente. Padrig Montauzier occupa les premières années la place de secretaire, puis après la mort du président Jean-Michel Tilly (†1992), devint président du parti.
Le POBL se réclame du nationalisme breton et du fédéralisme européen. Se revendiquant Na ruz na gwenn (« ni rouge ni blanc », slogan des Breiz atao durant l'entre-deux-guerres), il est de tendance droite modérée (ou centre-droit) et l'héritier du Strollad ar Vro. Il se présente comme l'« héritier » politique du Mouvement pour l'organisation de la Bretagne (MOB). Il naît en réaction à la politique de décentralisation menée par François Mitterrand, jugée décevante. Parti autonomiste, il durcit au fil des ans son programme politique, allant jusqu'à envisager une indépendance de la Bretagne. Il revendique « le droit inaliénable du peuple breton à se gouverner librement et à redevenir maître de son destin ».
Son organe de presse est L'Avenir de la Bretagne. Le POBL est alors membre de l'Alliance libre européenne.
Lors des premières élections régionales de 1986 en Bretagne, au suffrage universel, le POBL présente une liste sur un seul département (Ille-et-Vilaine) puis fera listes communes avec les partis autonomistes et indépendantistes bretons, l'UDB et Emgann en 1992 pour les élections régionales, dans le cadre d'une coalition nommée Peuple breton, peuple d'Europe.
À la suite de dissensions internes, la frange la plus à droite du parti, menée par son président Padrig Montauzier et par Yann Duchet, quitte le parti en 2000 pour fonder Adsav, une formation d'extrême-droite,.
D'autres créent le NHU et d'autres rejoignent Emgann et les autres partis bretons idéologiquement marqués, menant à la disparition du parti.